# Alan Embree
Alan Duane Embree, né le 23 janvier 1970 à The Dalles (Oregon), est un joueur américain de baseball évoluant dans la Ligue majeure de baseball de 1992 à 2009.

## Carrière
Il a remporté la Série mondiale 2004 avec les Red Sox de Boston. Il réalise le dernier retrait du 7e match de la Série de championnat 2004 de la Ligue américaine entre les Red Sox et les Yankees de New York.